# Міністерство транспорту та зв'язку (Тайвань)
Міністерство транспорту та зв'язку (кит.: 交通部, англ. Ministry of Transportation and Communications, MOTC) — урядовий орган на рівні кабінету міністрів Республіки Китай (Тайвань), який відповідає за всю політику та регулювання транспортних і комунікаційних мереж, а також за адміністрування всіх транспортних і комунікаційних операцій і підприємств на Тайвані.
У Тайвані транспортні та комунікаційні операції складаються з чотирьох категорій: зв’язок, транспорт, метеорологія та туризм. Міністерство транспорту та зв'язку відповідає за формування політики, формулювання законів і нормативних актів, а також нагляд за діяльністю у сфері транспорту та зв'язку.

## Організація

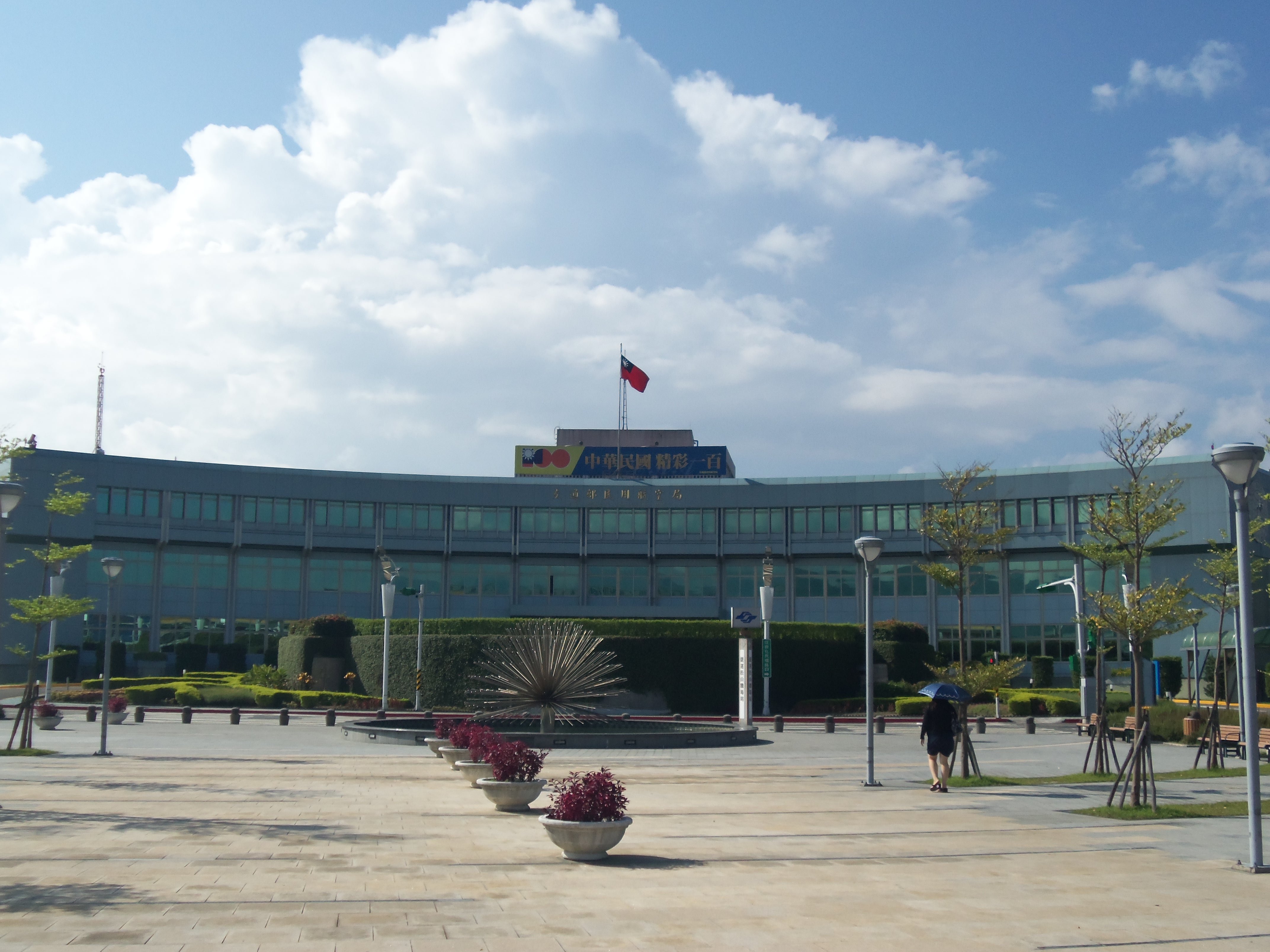
Управління цивільної аеронавтики

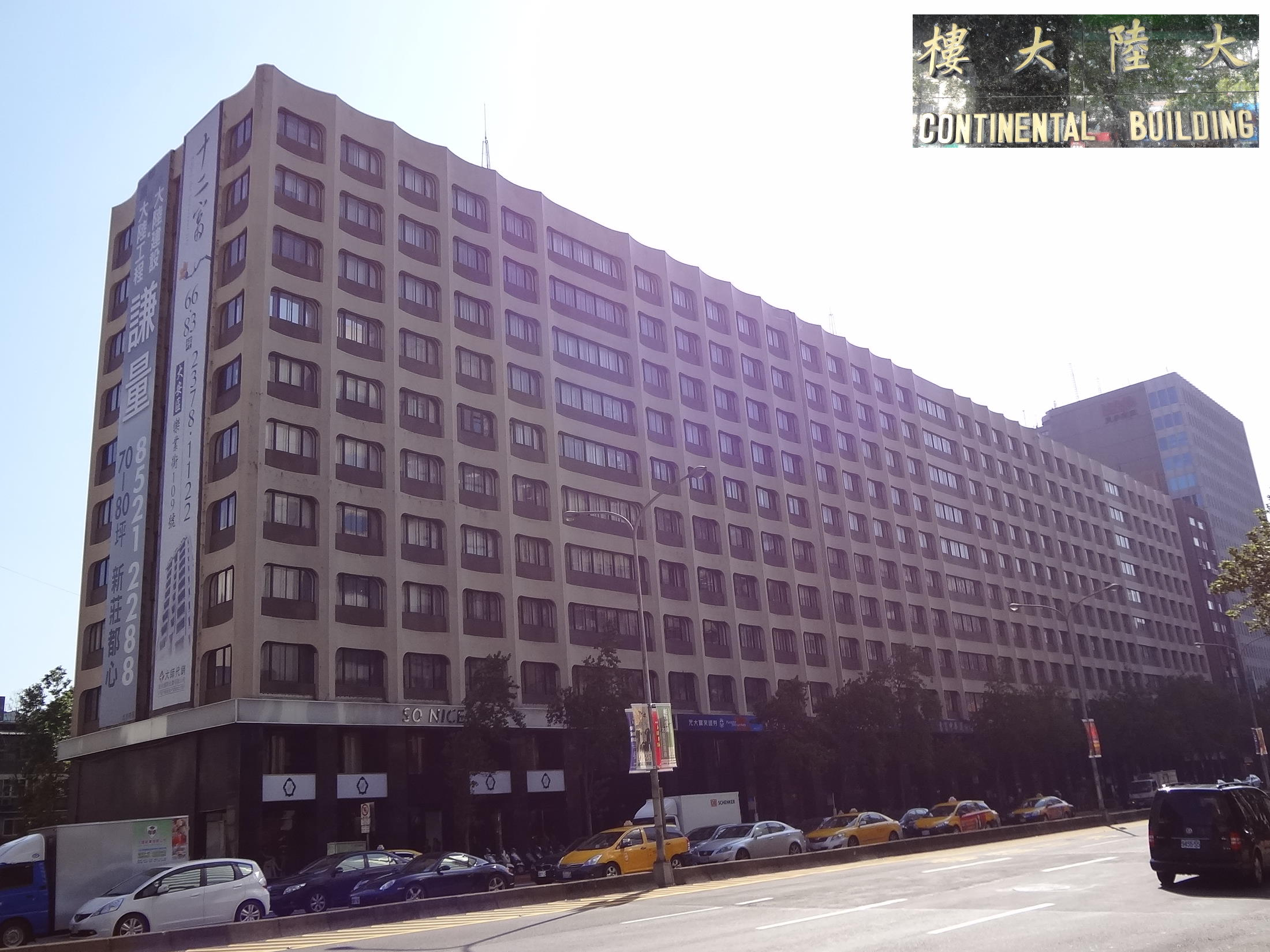
Бюро туризму

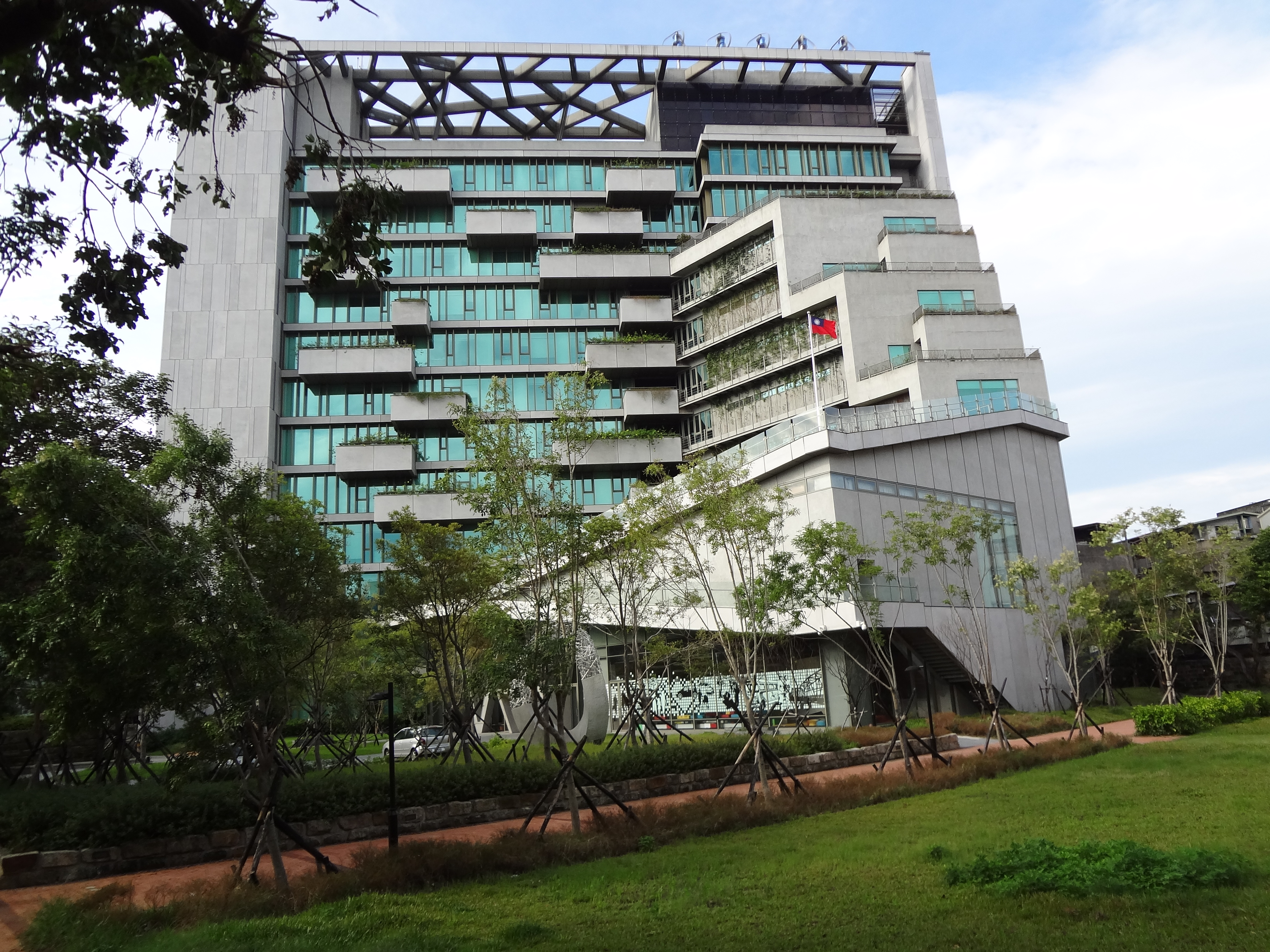
Генеральна дирекція автомобільних доріг

Адміністратори МТЗУ включають міністра, виконавчого заступника міністра та двох адміністративних заступників міністра.
MOTC поділяється на внутрішній відділ і зовнішній відділ.

### Внутрішній відділ
Секретаріат, Офіс технічних інспекторів, Офіс радників, Департамент загальних питань, Департамент персоналу, Департамент етики державної служби, Департамент бухгалтерського обліку, Департамент статистики, Комітет з правових питань, Комітет з розгляду петицій, Комітет з безпеки дорожнього руху, Управління науки та радники з технологій, Центр управління інформацією, Транспортно-мобілізаційний комітет, Департамент залізниць і автомобільних доріг, Департамент пошт і телекомунікацій, Департамент навігації та авіації, відділ управління транспортом і зв'язком.

### Адміністративні агентства
- Бюро автострад
- Управління цивільної аеронавтики
- Бюро туризму
- Генеральна дирекція автомобільних доріг
- Центральне бюро погоди
- Залізничне бюро
- Морсько-портове бюро
- Інститут транспорту

### Державні корпорації
- Chunghwa Post Co., Ltd.
- Адміністрація залізниць Тайваню
- Корпорація міжнародного аеропорту Таоюань
- Корпорація міжнародних портів Тайваню

## Дивись також
- Транспорт в Тайваню